# C·J·特罗特
克拉伦斯·温斯顿·特罗特三世（1988年9月15日—）為美國男子籃球運動員，2007年自肯塔基州霍普金斯維爾克里斯蒂安縣高中（Christian County High School）畢業，2009年從倫德湖學院進入南印第安納大學就讀。
2011-12賽季特罗特代表茲威考（BC Energie Zwickau）出賽25場，場均22.6分、6籃板、1.8助攻，2012年9月與施韋爾姆簽約。2014年9月18日，特罗特與島嶼風暴簽約，於10月25日離開球隊。
2020年4月正值中国男子篮球职业联赛停賽之際，據報特罗特曾與新疆飞虎訓練一週。12月17日，天津先行者宣布簽下特罗特並完成註冊，特罗特曾在吉林东北虎試訊。特罗特總計替天津先行者出賽29場，場均貢獻9.4分、4.2籃板、2.5助攻、1.5抄截、1.1阻攻。2021年11月3日，宁波火箭完成註冊特罗特。2021-22賽季特罗特身披宁波火箭球衣出賽27場，場均表現為14.9分、6.3籃板、3抄截，並以場均3抄截拿下賽季抢断王頭銜。2022-23賽季特罗特代表宁波火箭出賽9場，留下場均6.2分、3.2籃板、1.9助攻、1.8抄截。

## 外部連結
- C·J·特罗特在LinkedIn
- C·J·特罗特的Facebook專頁
- C·J·特罗特的Instagram帳戶
- C·J·特罗特在fiba.basketball（英语）
- C·J·特罗特在fiba3x3.com（英语）
- C·J·特罗特在Basketball-Reference.com（國際）（英语）
- C·J·特罗特在Eurobasket.com（球員）（英语）
- C·J·特罗特在RealGM（英语）
- C·J·特罗特在Proballers（英语）
- C·J·特罗特在中国篮球数据库（新浪网）
- C·J·特罗特在Flashscore（英语）
- . University of Southern Indiana Athletics.   [2024-09-03]. （原始内容存档于2024-09-03）.